# Маврлен
Маврлен (словен. Mavrlen) — поселення в общині Чрномель, Південно-Східна Словенія, Словенія. Висота над рівнем моря: 367,1 м.